# Bert Van Lerberghe
Bert Van Lerberghe, nascido a 29 de setembro de 1992 em Courtrai, é um ciclista belga profissional membro da equipa Deceuninck-Quick Step. O seu maior sucesso até à data tem sido a consecução do prêmio ao ciclista mais combativo do Eneco Tour de 2016.

## Palmarés
Ainda não tem conseguido nenhuma vitória como profissional

## Classificações mundiais
| Ano             | 2012  | 2013  | 2014  | 2015  | 2016 | 2017 |
| UCI Europe Tour | 499.º | 1 129 | 361.º | 189.º | 94.º | 53.º |

## Equipas
- Vlaanderen-Baloise (2015-2017)
  - Topsport Vlaanderen-Baloise (2015-2016)
  - Sport Vlaanderen-Baloise (2017)
- Cofidis, Solutions Crédits (2018-2019)
- Deceuninck-Quick Step[7] (2020-)